# Hasan Buzurg
Xeic Hasan, anomenat "Buzurg" ("el Gran"), fou el primer dels diversos  governants jalayírides, governants independents de facto de l'Iraq i Iran central. Fou el fill de Husain i Öljetey.

## Xeic Hasan-i Buzurg
Hasan Buzurg es va casar amb Bagdad Khatun la filla d'Amir Coban. Coban Més tard esdevingué la persona més influent a la cort d'Abu Said Bahadur Khan. Tanmateix, l'Il-kan aviat esdevenia enamorat de Bagdad Khatun, i va buscar el seu divorci de Hasan Buzurg. Coban va enviar el matrimoni a la regió del Karabakh en un intent de lliurar Bagdad Khatun de la ment d'Abu Said, però l'esforç va fallar, i Bagdad Khatun va ser forçada a casar-se amb l' Il-kan. Després de l'assassinat de Coban el 1327, Bagdad Khatun i el Gran Visir Ghiyath al-Din Muhammad van competir per la influència sobre Abu Said. Ghiyah al-Din estengué el rumor que Bagdad Khatun i Hasan Buzurg estaven conspirant contra l'Il-kan; Hasan Buzurg va ser arrestat el 1332. La seva mare va convèncer l'Il-kan de perdonar-li la vida i va ser empresonat al castell de Kamakh. El 1333, tanmateix, va ser perdonat i va ser enviat per esdevenir governador de Rum. Durant el regnat d'Abu Said, Hasan Buzurg fou també cridat per Ghiyas al-Din per ajudar a aturar els abusos rampants d'impostos a Pèrsia oriental.
Després de la mort d'Abu Said, diverses parts van competir pel tron Ilkhànida. El 1336 Hasan-i Buzurg va veure la seva possibilitat i va aixecar un fill, Muhammad Khan, per reclamar el tron. El 24 de juliol Hasan Buzurg i Muhammed va enfrontar les forces de Musa Khan i Ali Padshah a l'Ala-Tagh; Musa va ser derrotat i Ali Padshah va resultar mort. Hasan Buzurg va perseguir Musa en la seva fugida cap a Bagdad i va provocar moltes pèrdues al seu enemic. Llavors va anar a Tabriz, on es va casar amb la neta de Coban i muller (vídua) d'Abu Said, Delsad Khatun, qui estava embarassada d'Abu Said (va tenir una filla). Mentrestant, el amirs del Khurasan va adoptar el seu candidat propi com Il-kan, Togha Temur. Togha va marxar el 1337 per sotmetre Pèrsia occidental. Azerbaidjan i l'Iraq-i'Ajam van ser ocupats per Togha que el març va arribar davant de Sultaniyeh, l'anterior capital del Il-kans i Hasan Buzurg es va retirar a Arran. Les forces de Musa, que inicialment van combatre a Togha, es van unir a l'invasor. Togha i Musa van trobar a Hasan-i Buzurg a Soghurlug, a la regió de Maragah el 15 de juny; Hasan els va derrotar, feu presoner a Musa poc després, i el va executar. Togha va abandonar la campanya i es va retirar a Pèrsia oriental.
Poc després, tanmateix, diversos descendents de Coban, es van unir sota el seu net Hasan Kücük, qui va utilitzar un esclau que es va fer passar pel seu pare per tal de legitimar la seva causa. El Cobànides van combatre contra Hasan Buzurg el 16 de juliol de 1338 a Naushahr a la regió de l'Alataq. Hasan Buzurg llavors va ser derrotat; la seva titella, Muhammed Khan, va resultar mort. Poc després, el Cobànides van conquerir Azerbaidjan. Es va declarar la pau, però Hasan Buzurg estava amenaçat de ser lliurat al Cobànida, i va oferir el tron il-kànida a Togha Temur, que a començaments del 1339 va envair Pèrsia. Hasan Kücük, tanmateix, va oferir al pretendent la mà de Sati Beg i quan Togha va respondre amablement a la proposta, va enviar les cartes a Hasan-i Buzurg. Aquest, enotjat, va aturar la seva expedició per donar suport a Togha, qui es va veure forçat a retirar-se durant l'estiu d'aquell any.
Després de l'abandonament de Togha Temur, Hasan Buzurg va reconèixer com a sobirà il-kànida a Djahan Timur, un net de Geikhatu. El conflicte amb els cobànides va rebrotar un altre cop i Hasan Buzurg i Djahan Timur va enfrontar a Hasan Kücük i la seva nova titella, Sulayman Khan a la batalla del Jaghatu. Allí Hasan Buzurg va ser derrotat el 26 de juny de 1340. Va fugir a Bagdad; llavors va declarar deposat a Djahan Timur. Els cobànides continuaven pressionant i Hasan Buzurg un altre cop va reconèixer a Togha Timur com a sobirà, i va encunyar monedes en el seu nom. Va reconèixer a Togha fins a 1344, però després ja no el va acceptar més tot i que no es va proclamar independent i va governar amb el títol d'ulus beg, com un simple governador, senzillament deixant vacant el tron il-kànida. No obstant això va marcar el començament efectiu del govern independent jalayírida.
Pel que fa a la resta del seu regnat, Hasan Buzurg va intentar tractar amb els cobànides. Va formar una aliança amb Surgan, oncle de Hasan Kücük així com amb el governador de Diyarbakır i els mamelucs, però Surgan aviat fou convençut d' abandonar l'aliança, i els mamelucs se'n van retirar poc després. Va oferir assistència a un altre oncle d'Hasan Kücük, Yagi Basti, així com al injúida Mas'ud Shah, en el seu intent d'expulsar a Pir Husayn, cosí de Hasan Kücük, de Siraz. L'assassinat d'Hasan Kücük el 1343 no va proporcionar molt d'alleujament, perquè el seu germà Màlik Aixraf va enviar un exèrcit a conquerir Bagdad el 1347. Les forces jalayírides no obstant, van infligir fortes pèrdues a les tropes de Malek Asraf, el qual es va veure forçat a retrocedir a l'estiu. Encara que el cobànida Malek Asraf va sobreviure fins el1357, la seva amenaça als jalayírides va disminuir. Hasan Buzurg continuava exercint una notable influència en la política persa; va assistir al injúida Abu Ishaq contra els muzzaffàrides, ajudant-lo a restaurar el seu govern a Esfahan el 1353. No obstant els muzaffàrides van acabar destruint als injñuides el 1357.
Hasan Buzurg va morir el 1356. Va ser succeït pel seu fill, Uways ibn Hasan. Va deixar un altre fill, Amir Zahid.

## Llegat
Hasan Buzurg va intentar restaurar la unitat del Il-kanat. Això és evidenciat pel fet que va utilitzar el títol de ulus beg tota la seva vida, i va aixecar diversos prínceps com Il-kans en comptes de governar per dret propi. A més, va intentar unificar Pèrsia; hi va enviar a Muhammad-i Mulai per actuar com a governador de Khurasan, per exemple; aquest darrer fou més tard executat per Arghun Shah, comandant militar de Togha Temur. El seu intent de mantenir l'Il-kanat, finalment va fallar, i en certa manera va accelerar la seva desintegració, en impedir altres forces com els cobànides d'obtenir més influència. Tanmateix, va instal·lar un estat fort que governaria sobre Iraq i parts de Pèrsia durant mig segle, un estat que esdevindria encara més potent sota el seu successor Uways.
Hasan Buzurg és també recordat per la seva amistat amb Shaikh Saf'i al-Din (mort el 1334) de l'ordre d'Ardabil. Els descendents de Saf'i al-Din fundarien la dinastia safàvida de Pèrsia. Després de la mort de Hasan Buzurg, els jalayírides van continuar mantenint bones relacions amb l'ordre d'Arbadil.